# Antonio Abadía
Antonio Abadía (¿Zaragoza?, ¿? - Burgos, 27 de octubre de 1791) fue un compositor y maestro de capilla español.

## Vida
Las primeras noticias que se tienen de Antonio Abadía son de su llegada a Medinaceli. El 4 de agosto de 1775 tomó posesión del magisterio de la Colegiata de Medinaceli y permanecería hasta 1780.
En marzo de 1780 opositó para el puesto de maestro de capilla de la Catedral de Ávila, cargo que no obtuvo. En abril aspiró sin éxito al mismo cargo en la Catedral de Pamplona.
En octubre de 1780 se presentó a las oposiciones de maestro de capilla de la Catedral de Burgos y esta vez sí que consiguió el cargo. A las oposiciones se presentaron, además de Antonio Abadía, Manuel Santotis, maestro de capilla de la Catedral de Palencia; Tomás Esteban, maestro de capilla de Las Huelgas; y Manuel Álvarez, maestro de capilla de El Pilar de Zaragoza. El 23 de octubre se informó de que los opositores ya habían terminado sus exámenes y se habían copiado las obras para enviarlas al censor, que era Fabián García Pachecho, maestro de capilla de la Soledad de Madrid. El 4 de noviembre se recibió la censura de García Pachecho y el 6 de noviembre el cabildo votó: Abadía obtuvo 19 votos, Álvarez y Esteban 4 votos cada uno, y Santotis tuvo sólo un voto. El 27 de noviembre Antonio Abadía tomó posesión del magisterio de capilla de la Catedral de Burgos. Fue el sucesor en ese mismo cargo de Francisco Hernández Illana.
En 1782 comienzan sus peticiones de licencia por enfermedad, que se van intensificando a medida que pasa el tiempo. Finalmente, el 31 de octubre de 1791, las actas capitulares informan de que el maestro había muerto.

## Obra
Se encuentran obras suyas en los archivos de la Catedral de Burgos, de la Catedral de Astorga y de la Catedral de Santo Domingo de la Calzada. Entre sus composiciones destaca la Nona de la Ascensión y además se pueden mencionar Laudate Dominum a cinco voces con órgano; los salmos Mirabilia y Principes a cuatro voces con orquesta; siete lamentaciones de Semana Santa, tres misereres y diversos villancicos.